# Uma Festa na Vida da Gente
Uma Festa na Vida da Gente é o quarto álbum de estúdio da dupla de bossa-jazz Edson e Tita, lançado em 2014, de forma independente.
O disco contém a participação de vários músicos notáveis, como Rafael Barata, Ronaldo Lobo, Paulinho Trompete, Charles Marrot, Linus Wyrsch e Idriss Boudrioua.

## Lançamento e recepção
| Críticas profissionais | Críticas profissionais |
| Avaliações da crítica  | Avaliações da crítica  |
| Fonte                  | Avaliação              |
| ---------------------- | ---------------------- |
| Super Gospel           | [ 1 ]                  |

Uma Festa na Vida da Gente foi lançado em 2014 pelo selo independente Whatmusic. O projeto recebeu uma avaliação favorável da mídia especializada. Em texto publicado no portal Super Gospel, o repertório do álbum foi classificado como "joias praticamente desconhecidas entre os lançamentos evangélicos".
Em 2019, foi eleito pelo Super Gospel o 39º melhor álbum da década de 2010.

## Faixas
1. "Um homem no céu"
2. "Parábola"
3. "Anel de ouro"
4. "Divino poema"
5. "Belos caminhos"
6. "Ser como Ele"
7. "Maria, Marta, Isabel"
8. "Choro de alegria"
9. "O maior poeta"
10. "Alforria"